# ستيفن هي
ستيفن هي أوبيرن (بالإنجليزية: Steven He O'Byrne)، من مواليد 31 ديسمبر 1996 في تشنغدو، هو ممثل وكوميديا من الصين.

## وصلات خارجية
- ستيفن هي على موقع IMDb (الإنجليزية)
- ستيفن هي على موقع ميتاكريتيك (الإنجليزية)
- ستيفن هي على موقع روتن توميتوز (الإنجليزية)
- ستيفن هي على موقع ألو سيني (الفرنسية)
- ستيفن هي على موقع قاعدة بيانات الفيلم (الإنجليزية)
- ستيفن هي على موقع كينوبويسك (الروسية)